# روبی دام
روبی دام (به انگلیسی: Ruby Dome) یک کوه در ایالات متحده آمریکا است که در نوادا واقع شده‌است.